# غوردون هووكر
غوردون هووكر (بالإنجليزية: Gordon Hooker)‏ هو لاعب دوري الرغبي نيوزيلندي، ولد في 29 مايو 1887، وتوفي في 6 ديسمبر 1967 في نيو بلايموث في نيوزيلندا.